# Honda Nagayasu
Honda Nagayasu (jap. 本田 長康) war ein japanischer Fußballspieler.

## Nationalmannschaft
1927 debütierte Honda für die japanische Fußballnationalmannschaft. Honda bestritt vier Länderspiele. Mit der japanischen Nationalmannschaft qualifizierte er sich für die Far Eastern Championship Games 1927 und 1930.